# Antenne réseau à commande de phase

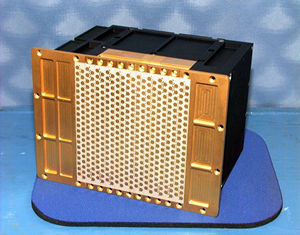
Antenne réseau à commande de phase pour satellite

En télécommunications, une antenne réseau à commande de phase (phased array antenna en anglais) est un groupe d'antennes élémentaires alimentées avec des signaux dont la phase est ajustée de façon à obtenir le diagramme de rayonnement voulu.

## Histoire
Cette technologie a été développée pour la radioastronomie vers 1946, par Antony Hewish et Martin Ryle, à l'université de Cambridge. Ils ont obtenu un prix Nobel de physique après leurs travaux sur plusieurs grands radiotélescopes utilisant ce concept.

## Principe

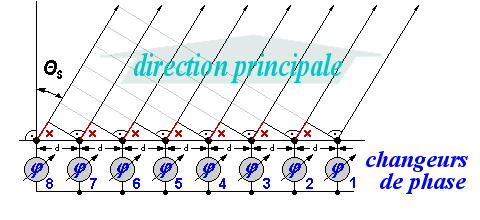
Diagramme simulé d'émission à plusieurs sources

Diagramme animé d'une antenne à réseau en phase. TX - émetteur radio, φ - déphaseur, A - tableau d 'antennes, C - ordinateur. Les lignes rouges sont les ondes émises par chaque antenne.

Une telle antenne utilise le principe d'interférence, ou interférométrie, par N ouvertures. Comme chaque émetteur de l'antenne agit comme une fente, leur patron de diffraction peut être calculé en additionnant le changement de phase Φ au terme de frange.
Commençons par le diagramme de diffraction de la Ne ouverture :
{\displaystyle \psi ={{\psi }_{0}}\left[{\frac {\sin \left({\frac {\pi a}{\lambda }}{\sin \theta }\right)}{{\frac {\pi a}{\lambda }}\sin \theta }}\right]\left[{\frac {\sin \left({\frac {N}{2}}{kd}\sin \theta \right)}{\sin \left({\frac {kd}{2}}\sin \theta \right)}}\right]}
Ajoutons maintenant un terme Φ à {\displaystyle {\begin{matrix}kd\sin \theta \,\end{matrix}}} du second terme :
{\displaystyle \psi ={{\psi }_{0}}\left[{\frac {\sin \left({\frac {\pi a}{\lambda }}\sin \theta \right)}{{\frac {\pi a}{\lambda }}\sin \theta }}\right]\left[{\frac {\sin \left({\frac {N}{2}}{\big (}{\frac {2\pi d}{\lambda }}\sin \theta +\phi {\big )}\right)}{\sin \left({\frac {\pi d}{\lambda }}\sin \theta +\phi \right)}}\right]}
En prenant le carré de la fonction d'onde, on obtient l'intensité de l'onde.
{\displaystyle I=I_{0}{{\left[{\frac {\sin \left({\frac {\pi a}{\lambda }}\sin \theta \right)}{{\frac {\pi a}{\lambda }}\sin[\theta ]}}\right]}^{2}}{{\left[{\frac {\sin \left({\frac {N}{2}}({\frac {2\pi d}{\lambda }}\sin \theta +\phi )\right)}{\sin \left({\frac {\pi d}{\lambda }}\sin \theta +\phi \right)}}\right]}^{2}}}
{\displaystyle I=I_{0}{{\left[{\frac {\sin \left({\frac {\pi a}{\lambda }}\sin \theta \right)}{{\frac {\pi a}{\lambda }}\sin \theta }}\right]}^{2}}{{\left[{\frac {\sin \left({\frac {\pi }{\lambda }}Nd\sin \theta +{\frac {N}{2}}\phi \right)}{\sin \left({\frac {\pi d}{\lambda }}\sin \theta +\phi \right)}}\right]}^{2}}}
Maintenant, espaçons les émetteurs d'une distance {\displaystyle d={\begin{matrix}{\frac {\lambda }{4}}\end{matrix}}}. On choisit ce facteur pour d par simplification, mais n'importe quelle fraction de la longueur d'onde fait l'affaire.
{\displaystyle I=I_{0}{{\left[{\frac {\sin \left({\frac {\pi }{\lambda }}a\theta \right)}{{\frac {\pi }{\lambda }}a\theta }}\right]}^{2}}{{\left[{\frac {\sin \left({\frac {\pi }{4}}N\sin \theta +{\frac {N}{2}}\phi \right)}{\sin \left({\frac {\pi }{4}}\sin \theta +\phi \right)}}\right]}^{2}}}
Le sinus atteint son maximum à {\displaystyle {\begin{matrix}{\frac {\pi }{2}}\end{matrix}}}, permettant de mettre le nominateur du second terme = 1.
{\displaystyle {\frac {\pi }{4}}N\sin \theta +{\frac {N}{2}}\phi ={\frac {\pi }{2}}}
{\displaystyle \sin \theta ={\Big (}{\frac {\pi }{2}}-{\frac {N}{2}}\phi {\Big )}{\frac {4}{N\pi }}}
{\displaystyle \sin \theta ={\frac {2}{N}}-{\frac {2\phi }{\pi }}}
Donc si N augmente, l'équation sera dominée par le terme {\displaystyle {\begin{matrix}{\frac {2\phi }{\pi }}\end{matrix}}}.  Comme le sinus oscille entre −1 et 1, nous pouvons voir que régler {\displaystyle \phi =-{\begin{matrix}{\frac {\pi }{2}}\end{matrix}}} va donner un maximum d'énergie à : {\displaystyle \theta =\sin ^{-1}(1)={\begin{matrix}{\frac {\pi }{2}}\end{matrix}}=90^{\circ }}.
Si nous voulons donc ajuster l'angle d'émission maximale, il suffit d'ajuster le changement de phase φ entre les émetteurs individuels. En fait, le changement de phase correspond à l'angle négatif du maximum de signal. Une démonstration similaire montre que le dénominateur de l'équation est minimisé par le même facteur.

## Antennes réseaux à balayage électronique

Production du faisceau par une antenne réseau grâce au déphasage.

Une antenne à balayage électronique est une antenne réseau qui comporte des dispositifs électroniques permettant des changements d'états de la forme du faisceau émis. Selon leur nature, ces dispositifs électroniques (déphaseurs, commutateurs, filtres), qui sont connectés aux éléments rayonnants, agissent sur la forme, la direction, la fréquence ou la polarisation de l'onde formée. Les réalisations de ces antennes sont très diversifiées et on distingue les antennes dites passives et les antennes dites actives.

### Antennes passives
Une antenne à balayage électronique passive réalise la formation du faisceau émis (ou reçu) grâce à un ensemble de dispositifs électroniques tels que des déphaseurs, des commutateurs, des atténuateurs. Le signal à émettre est distribué par un réseau ou par rayonnement à un ensemble de modules comportant déphaseur et élément rayonnant. Les dispositifs d'amplification des signaux émis ou reçus sont réalisés à l'extérieur de l'antenne.

### Antennes actives
Une antenne à balayage électronique active correspond à une antenne passive dont les dispositifs d'amplification des signaux émis ou reçus sont inclus dans l'antenne. Elle peut également contenir des dispositifs électroniques avancés de réception, comme la conversion de fréquence ou le codage des signaux. Par rapport à une antenne réseau, une antenne active est caractérisée par le fait que ces modules actifs sont placés entre les N éléments rayonnants et leurs sorties.

## Utilisations

Évolution du diagramme de rayonnement réel d'un radar à commande de phase montrant le faisceau principal et les lobes secondaires. Ces derniers sont importants après un déphasage de plus de 30 degrés.

- Télécommunications : les stations AM utilisent des émetteurs à commande de phase pour améliorer leur couverture vers les zones urbaines aux dépens des zones moins peuplées. La variation de la hauteur et de l'effet de l'ionosphère rend nécessaire des ajustements diurnes et nocturnes au diagramme de rayonnement.
- Radars : le radar tridimensionnel à balayage électronique utilise ce principe pour sonder l'atmosphère sans avoir à utiliser une antenne mobile. D'un coût important, ce genre de radar est principalement utilisé par les militaires qui doivent suivre des cibles très mobiles qui échapperaient aux antennes conventionnelles. Le radar RBE2 (Radar à Balayage Électronique 2 plans), utilisé par l'avion de chasse Rafale, a été modifié afin de recevoir cette technologie. Les profileurs de vents sont également des antennes en réseau.
- Astronautique : des satellites, comme la sonde spatiale MESSENGER en mission autour de Mercure ou le satellite d'astrométrie Gaia[2], utilisent ce type d'antenne pour leurs télécommunications. Ces antennes sont facilement orientables, sans pièces mécaniques mobiles et, selon la longueur d'onde utilisée, très compactes.
- Recherches : un projet de recherche de la NOAA utilise un ancien radar de l'US Navy pour voir si le concept serait utile dans les radars météorologiques.
- Optique : il est possible de construire des émetteurs dans le domaine de la lumière visible et de l'infrarouge qui utilisent ce principe[3].
- Acoustique : un sonar utilisant ce principe est appelé « beamforming » en anglais.